# マーズ・ポーラー・ランダー
マーズ・ポーラー・ランダー (Mars Polar Lander: MPL) は、アメリカ航空宇宙局 (NASA) ジェット推進研究所 (JPL) により、マーズ・クライメイト・オービターと共にマーズ・サーベイヤー'98で開発された2つの火星探査機のひとつである。旧称は“マーズ・サーベイヤー'98ランダー”。
MPLは1999年1月に打ち上げられ、同年12月に火星へ到達した。しかし大気圏突入後に交信不能となり、火星探査を行うことはできなかった。この3ヶ月前にはマーズ・クライメイト・オービターが火星周回軌道到達に失敗しており、マーズ・サーベイヤー'98の2機はいずれも失敗に終わることとなった。
MPLは火星の軌道上から投下されて地面に突き刺さるディープ・スペース2号と呼ばれる小型探査機も搭載していた。これらの2つの探査機は、火星の気象、気候と、大気中の水と二酸化炭素の量を観測することにより、火星の揮発性物質 (en:volatile) の蓄積、振舞い、大気内での役割を調べ、長期的で間欠的な気候の変化の痕跡について調査するはずだった。しかし、火星の大気へと突入する前に交信不能となり、MPL本体とともに失われた。

## 計画の推移
- 1999年1月3日 20時21分 (UTC) デルタII (7425) 型ロケットにより打ち上げ
- 1999年12月3日 火星到着、ディープ・スペース2号切り離し
- 1999年12月3日 20時00分 (UTC) 最後の通信
- 1999年12月16日 マーズ・グローバル・サーベイヤーによるポーラー・ランダーの捜索を開始
- 2000年1月17日 ランダーの捜索を中止
- 2000年3月28日 調査結果の公表

## 探査機の喪失
マーズ・ポーラー・ランダーは1999年12月3日に火星大気圏に突入した。一時的な通信途絶を経て着陸後に通信を再開するはずだったが、予定時刻を過ぎても探査機からの信号は受信できず、そのまま行方不明になった。結局、突入直前の20:00 (UTC) の通信が最後の通信となった。
大気圏突入までランダーは正常だったが、その後何が起きたのかは不明である。従来の探査機は、突入時の機体の状態をビーコン通信装置で伝送し、仮に着陸に失敗した場合でもどのような異常が失敗の原因となったのかを調査することが可能だった。しかし、マーズ・ポーラー・ランダーでは、コスト削減の方針と着陸成功への過信からこの機能が省かれていた。
失敗の原因はいくつか考えられているが、突入中のデータが存在しないためいずれも推測の域を出ていない。有力な説として探査機のソフトウェア上のエラーが考えられている。火星地表への降下中に展開された着陸機の足によって生じた振動を、探査機ソフトウェアが地表着地の際の衝撃と勘違いして、着地と同時に切るはずだった降下エンジンを、地表から40mの上空で切ってしまった可能性がある。この場合探査機は時速80kmで火星表面に激突し破壊されたはずである。もうひとつの可能性は、パルスロケット・スラスターの触媒層の事前の加熱が十分でなかったためではないかということである。スラスターに使われているヒドラジン系燃料は、触媒層において高温のガスに分解され、ロケット・ノズルから噴射されることにより推力を得る。しかし、触媒層が十分に加熱されていないと、スラスターが機能せず不安定になることが事後検証により発見された。
1999年の終わりから2000年の初めにかけて、マーズ・グローバル・サーベイヤーによる火星地表の画像からマーズ・ポーラー・ランダーの残骸を確認しようとする試みが行われた。この試みは失敗に終わったが、その後、2005年に撮られた写真を再び調べたところ、ランダーの残骸と思われる物が発見された。しかし、2005年以後に撮られた高解像度の写真により、これは探査機ではないということがわかった。アメリカ航空宇宙局 (NASA) は、2006年に火星の軌道に入ったマーズ・リコネッサンス・オービターの、さらに高解像度のカメラによって探査機の残骸が発見できるのではないかと期待している。
2007年に打ち上げられたフェニックスには、マーズ・ポーラー・ランダーと同じ機器が搭載されており、2008年に火星着陸に成功した。